# Monumento a Nizami Ganjavi (Roma)
Il Monumento a Nizami Ganjavi è una scultura raffigurante il poeta persiano Neẓāmi-ye Ganjavī e situata a Roma, a Villa Borghese. La scultura si trova presso il viale Madama Letizia, nelle vicinanze del piazzale Paolina Borghese.
Gli autori del monumento sono gli scultori azeri Salxab Məmmədov e Əli İbadullayev.

## Storia
La cerimonia di inaugurazione si svolse il 20 aprile 2012 con il sostegno della fondazione Heydər Əliyev e con la partecipazione dei rappresentanti dell'ambasciata dell'Azerbaigian in Italia, secondo quanto richiesto dal presidente azero İlham Əliyev il 23 giugno 2011, in occasione dell'870º anniversario dalla nascita del poeta persiano. Il progetto, infatti, era stato approvato dalla commissione del governo sulla storia e l'arte di Roma.
Alla cerimonia di inaugurazione perteciparono Mehriban Əliyeva, moglie di İlham Əliyev e presidente della fondazione Heydər Əliyev, Serena Forni, capo del Dipartimento di relazioni internazionali del gabinetto del sindaco di Roma, e il vice ministro della Cultura e del Turismo dell'Azerbaigian.
La scultura venne collocata presso l'incrocio tra il viale Madama Lucrezia, il piazzale Paolina Borghese e il piazzale Ahmed Shawky, dove sono presenti altre sculture raffiguranti poeti e scrittori non italiani.

## Descrizione
Il monumento raffigura Nizami seduto, con una penna d'oca nella mano destra. Alla base della statua è presente l'iscrizione "POETA AZERBAIGIANO NIZAMI GANJAVI 1141 – 1209", mentre sul piedistallo è presente una targa: "Dono della Repubblica dell'Azerbaigian alla città di Roma, 20 aprile 2012". L'iscrizione alla base della scultura è stata criticata dagli iraniani espatriati in Italia e dagli studenti italiani di cultura iraniana, che chiesero di cambiare l'iscrizione in quanto Nizami visse in Azerbaigian ma era persiano, e non azero. Nizami infatti scrisse le sue opere sempre in lingua persiana, mai in lingua azera.